# Let It Be (album de Laibach)
Pour les articles homonymes, voir Let It Be.
Albums de Laibach
Sympathy for the Devil
(1988) Macbeth
(1990)
Let It Be est un album de Laibach, sorti en 1988.

## Historique
Il s'agit d'une compilation de reprises dans un style industriel martial des titres de l'album Let It Be des Beatles dont seule manque la chanson « Let It Be ». Si le titre « Maggie Mae » est bien listé, il est en fait remplacé par la chanson folklorique allemande « Auf der Lüneburger Heide » combinée avec « Was gleicht wohl auf Erden » Cela reste cohérent avec le concept de l'album puisque sur l'album des Beatles, Maggie Mae n'était pas une composition originale du groupe mais une chanson folklorique de Liverpool.
« For You Blue » commence avec « Crescent Moon March » de Moondog en contre-mélodie et « One After 909 » inclut une partie de « Smoke on the Water » de Deep Purple. Le morceau « Across the Universe », sorti sous la forme d'un single de Noël, est chanté par Anja Rupel, alias Germania, membre du groupe Videosex. Une vidéo officielle est réalisée par Bucko et Tucko .

## Liste des titres
| No  | Titre                                                              | Auteur                 | Durée |
| --- | ------------------------------------------------------------------ | ---------------------- | ----- |
| 1.  | Get Back                                                           | Lennon/McCartney       | 4:25  |
| 2.  | Two of Us                                                          | Lennon/McCartney       | 4:05  |
| 3.  | Dig a Pony                                                         | Lennon/McCartney       | 4:40  |
| 4.  | I Me Mine                                                          | George Harrison        | 4:41  |
| 5.  | Across the Universe                                                | Lennon/McCartney       | 4:15  |
| 6.  | Dig It                                                             | Lennon/McCartney       | 1:30  |
| 7.  | I've Got a Feeling                                                 | Lennon/McCartney       | 4:30  |
| 8.  | The Long and Winding Road                                          | Lennon/McCartney       | 1:53  |
| 9.  | One After 909                                                      | Lennon/McCartney       | 3:20  |
| 10. | For You Blue                                                       | George Harrison        | 5:24  |
| 11. | Maggie Mae (Auf Der Luneburger Heide & Was Gleicht Wohl Auf Erden) | musique traditionnelle | 3:42  |

## Crédits
- Laibach - arrangements
- Iztok Turk - enregistrement, mixage
- Janez Križaj - enregistrement, mixage
- IRWIN - peinture
- New Collectivism Studio - conception graphique
- Slim Smith - maquette

## Versions
| Type | Label                        | Référence              | Année | Pays                   |
| ---- | ---------------------------- | ---------------------- | ----- | ---------------------- |
| LP   | Mute Records                 | STUMM 58               | 1988  | Royaume-Uni, Allemagne |
| LP   | Mute Records                 | 670.9335, MUTE 01288   | 1988  | Brésil                 |
| LP   | Mute Records, Virgin Records | 70668                  | 1988  | France                 |
| CD   | Mute Records                 | CD STUMM 58            | 1988  | Europe, Allemagne      |
| CD   | Enigma Records Mute Records  | 7 75404-2, CD STUMM 58 | 1988  | USA                    |
| K7   | Enigma Records               | 7 75404-4              | 1988  | USA                    |